# Leptosiaphos koutoui
Espèce
Leptosiaphos koutoui est une espèce de sauriens de la famille des Scincidae.

## Répartition
Cette espèce est endémique du massif de l'Adamaoua au Cameroun.

## Étymologie
Cette espèce est nommée en l'honneur de Denis Koulagna Koutou.

## Publication originale
- Ineich, Schmitz, Chirio & Lebreton, 2004 : New species of Leptosiaphos (Scincidae) from Adamaoua Massif, Central-Northern Province, Cameroon. Journal of Herpetology, vol. 38, no 4, p. 546-550.